# Чукіч
Чукіч (рум. Ciuchici) — село у повіті Караш-Северін в Румунії. Адміністративний центр комуни Чукіч.
Село розташоване на відстані 358 км на захід від Бухареста, 45 км на південний захід від Решиці, 95 км на південь від Тімішоари.

## Населення
За даними перепису населення 2002 року у селі проживала 591 особа. Рідною мовою 586 осіб (99,2%) назвали румунську.
Національний склад населення села:
| Національність | Кількість осіб | Відсоток |
| -------------- | -------------- | -------- |
| румуни         | 583            | 98,6%    |
| серби          | 5              | 0,8%     |